# Henry Somerset (2e duc de Beaufort)
Henry Somerset, 2e duc de Beaufort, (2 avril 1684 - 24 mai 1714) est un pair anglais et homme politique.

## Biographie
Il est le fils unique de Charles Somerset, marquis de Worcester et de Rebecca Child. Il est appelé comte de Glamorgan jusqu'en 1698 et marquis de Worcester de 1698 jusqu'à la mort de son grand-père le 21 janvier 1700, date à laquelle il lui succède en tant que 2e duc de Beaufort.

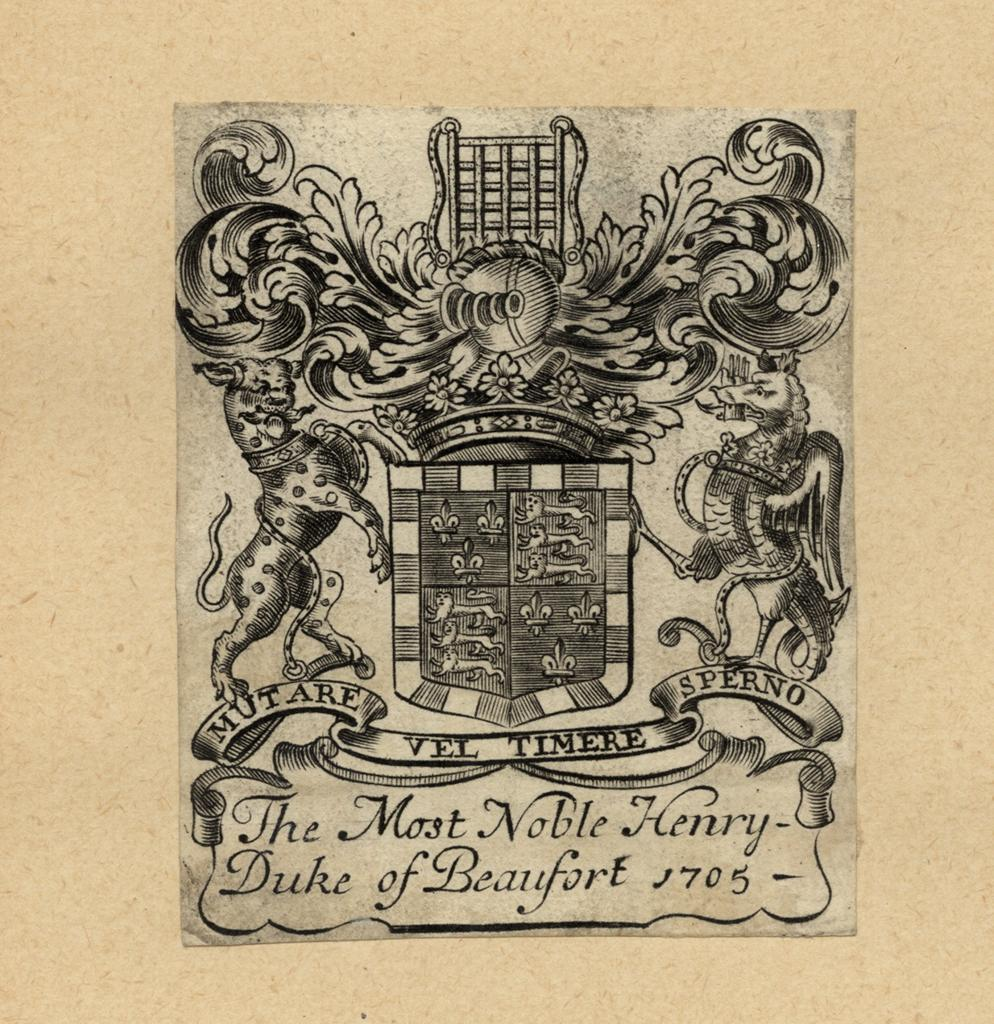
Ex - libris de Henry Somerset, duc de Beaufort

Né au Château de Monmouth, il reçoit la reine Anne et le prince consort à Badminton en août 1702. Il se tient à l'écart des affaires publiques jusqu'à la chute de Charles Spencer (3e comte de Sunderland) qui annonce l'effondrement du Whig Junto en 1710, lorsqu'il aurait déclaré à la reine qu'il pourrait enfin l'appeler reine en réalité. Conservateur perspicace, il est, après l'opposition de Jonathan Swift, admis comme membre du "Club des Frères" le 21 février 1711. Il est nommé capitaine des gardes de la Reine en 1712 et nommé Chevalier de la Jarretière en octobre 1712.
Mort à l'âge de trente ans, le 24 mai 1714, il est remplacé par son fils Henry comme duc de Beaufort. Le 2e duc est enterré à l'église St Michael and All Angels, Badminton.

## Famille
Il s'est marié trois fois :
- Le 7 juillet 1702, à Mary Sackville, fille de Charles Sackville, 6e comte de Dorset, décédée le 18 juin 1705, sans descendance
- Le 26 février 1706, à Rachel Noel, fille de Wriothesley Baptist Noel, 2e comte de Gainsborough, décédée le 13 septembre 1709 après avoir donné naissance à un enfant
- Le 14 septembre 1711 avec Mary Osborne, fille de Peregrine Osborne (2e duc de Leeds), décédée le 4 février 1722, avec qui il n'a pas d'enfants.

Avec sa deuxième épouse, il a deux fils:
1. Henry Scudamore (3e duc de Beaufort) son héritier et son successeur
2. Charles Somerset (4e duc de Beaufort), héritier et successeur de son frère.